# Orange City (Flórida)
Orange City é uma cidade localizada no estado americano da Flórida, no condado de Volusia. Foi incorporada em 1882.

## Geografia
De acordo com o United States Census Bureau, a cidade tem uma área de 18,6 km², onde 18,3 km² estão cobertos por terra e 0,2 km² por água.

### Localidades na vizinhança
O diagrama seguinte representa as localidades num raio de 16 km ao redor de Orange City.

## Demografia
Segundo o censo nacional de 2010, a sua população é de 10 599 habitantes e sua densidade populacional é de 578 hab/km². Possui 5 917 residências, que resulta em uma densidade de 322,7 residências/km². É a localidade que, em 10 anos, teve o maior crescimento populacional do condado de Volusia.